# Rhophitulus herbsti
Rhophitulus herbsti là một loài Hymenoptera trong họ Andrenidae. Loài này được Friese mô tả khoa học năm 1906.